# Orchestra da camera "Alessandro Scarlatti" di Napoli della RAI
L'Orchestra da camera "Alessandro Scarlatti" di Napoli della RAI è stata un'orchestra da camera italiana legata all'emittente di stato Rai. L'orchestra aveva sede all'Auditorium Rai di Napoli.

## Origini
Nel 1919   nacque a Napoli - per iniziativa di Maria De Sanna, Salvatore Di Giacomo, Emilia Gubitosi e Giovanni Tebaldini-  l'Associazione Alessandro Scarlatti, dedicata al compositore che, anche se palermitano di nascita, era considerato fra i padri della scuola musicale napoletana. Direttore artistico dell'Associazione fu, fino al 1960,  Franco Michele Napolitano, mentre la  presidenza fu affidata a Francesco Cilea e, dal 1936, a Giuseppe Cenzato: quest'ultimo, imprenditore,  presidente della Società Meridionale di Elettricità, appassionato cultore dell'arte musicale, per questo suo interesse divenne nel secondo dopoguerra anche presidente del consiglio di amministrazione del Conservatorio di San Pietro a Majella. Dopo la fine della seconda guerra mondiale e l'inevitabile battuta d'arresto per le manifestazioni culturali, fu soprattutto Cenzato a sostenere il rilancio dell'attività dell'associazione,  diventata nel 1948 Ente morale e sempre più impegnata anche nell'organizzazione di concerti sinfonici. Nel 1949 nacque così una nuova compagine orchestrale, formata da elementi rigorosamente selezionati, che prese il nome di Orchestra da Camera "Alessandro Scarlatti". Il maestro Franco Caracciolo ne fu nominato Direttore Stabile. Fin dall'inizio l'orchestra collaborò intensamente con la Rai, che ne trasmise tutti i concerti e la coinvolse in numerosi cicli radiofonici fra cui l'impegnativo progetto dedicato a tutti i concerti di Mozart per strumento solista ed orchestra.
I concerti e le relative registrazioni furono tenuti fino al 1963 nella Sala Grande del Conservatorio San Pietro a Majella -  poi danneggiata da un incendio nel 1973 e riaperta nel 1996 dopo una completa ristrutturazione - e in seguito nell'Auditorium della RAI di Napoli, inaugurato il 31 marzo 1963 con un concerto dell'Orchestra diretta da Franco Caracciolo e la  partecipazione del pianista Arturo Benedetti Michelangeli.
Negli anni Cinquanta, e in particolare durante la gestione dell'Associazione Scarlatti, l'orchestra fu impegnata in diverse trasferte e tournée, in Italia e all'estero (Parigi - 1954, Granada - 1955, Amburgo, Mannheim, Colonia e Berlino - 1956) e in numerose registrazioni discografiche. 
Nel novembre 1956 l'orchestra venne assorbita dalla Rai, di cui amministratore delegato era allora il napoletano Marcello Rodinò,  che la incluse nei suoi complessi stabili e prese il nome di Orchestra da Camera "Alessandro Scarlatti" della RAI. Nel 1964 ne divenne direttore stabile Massimo Pradella, che lasciò il posto nuovamente a Franco Caracciolo nel 1971. 

## Chiusura e accorpamento
L'orchestra fu chiusa alla fine del 1992. I musicisti furono accorpati all'Orchestra Sinfonica di Roma della RAI, che prese il nome di "Orchestra Sinfonica di Roma e di Napoli della Rai".
Il 30 giugno 1994 furono chiuse anche le orchestre sinfoniche di Torino, Milano e Roma, dando vita all'attuale Orchestra Sinfonica Nazionale della RAI, con sede a Torino.